# Tokyo Marui
La Tokyo Marui Co. Ltd. (株式会社東京マルイ?, Kabushiki-Gaisha Tokyo Marui) è una azienda giapponese produttrice di repliche di armi da softair e modellismo.

## Storia
Fondata nel maggio 1965 da Jacob Germansky ad Adachi, in Giappone, dalla fine degli anni ottanta ha iniziato la produzione di repliche di armi ad aria compressa. Il suo mercato principale è il Giappone ma vende anche in Hong Kong, Taiwan, Corea del Sud e Asia orientale oltre che in altre parti del mondo ed è infatti una delle produttrici più importanti in Giappone oltre essere una delle più antiche nel genere del softair. I suoi prodotti sono apparsi in numerosi film e sono stati utilizzati anche in vari videogiochi come nella serie Resident Evil. Inoltre è stata la prima azienda a produrre repliche da softair la cui compressione dell'aria dipendeva esclusivamente da motore elettrico alimentato a batteria.

## Replica di armi

### Automatic Electric Gun
Tokyo Marui fu la prima a inventare repliche airsoft con motore elettrico per il compressore d'aria. Questo piccolo sistema di alimentazione ad aria fu coniato da Tokyo Marui come Automatic Electric Gun (AEG) nel 1992, e implementato nel primo prodotto commercializzato replica del FAMAS F1. Il sistema fu rivoluzionario e copiato da tanti altri costruttori. È il sistema usato ancora oggi maggiormente.
Le repliche Tokyo Marui per airsoft sono fatte principalmente in ABS, e con altre parti in metallo. Alcuni fucili sono in metallo come la replica dell'AK-74M. Il sistema di fuoco standard di un Tokyo Marui spara BB (pallini) da 0.2g alla velocità di 90m/s (circa 0.8-0.9 J). La legge giapponese limita l'energia a 0.98 J.
Tokyo Marui AEG:
- M14 series
  - M14 SOCOM
  - M14 (fiber-type stock)
  - M14 (wood-type stock)
- M16 & M4 series
  - Colt M16A1
  - Colt M16A1 Vietnam version
  - Colt M16A2

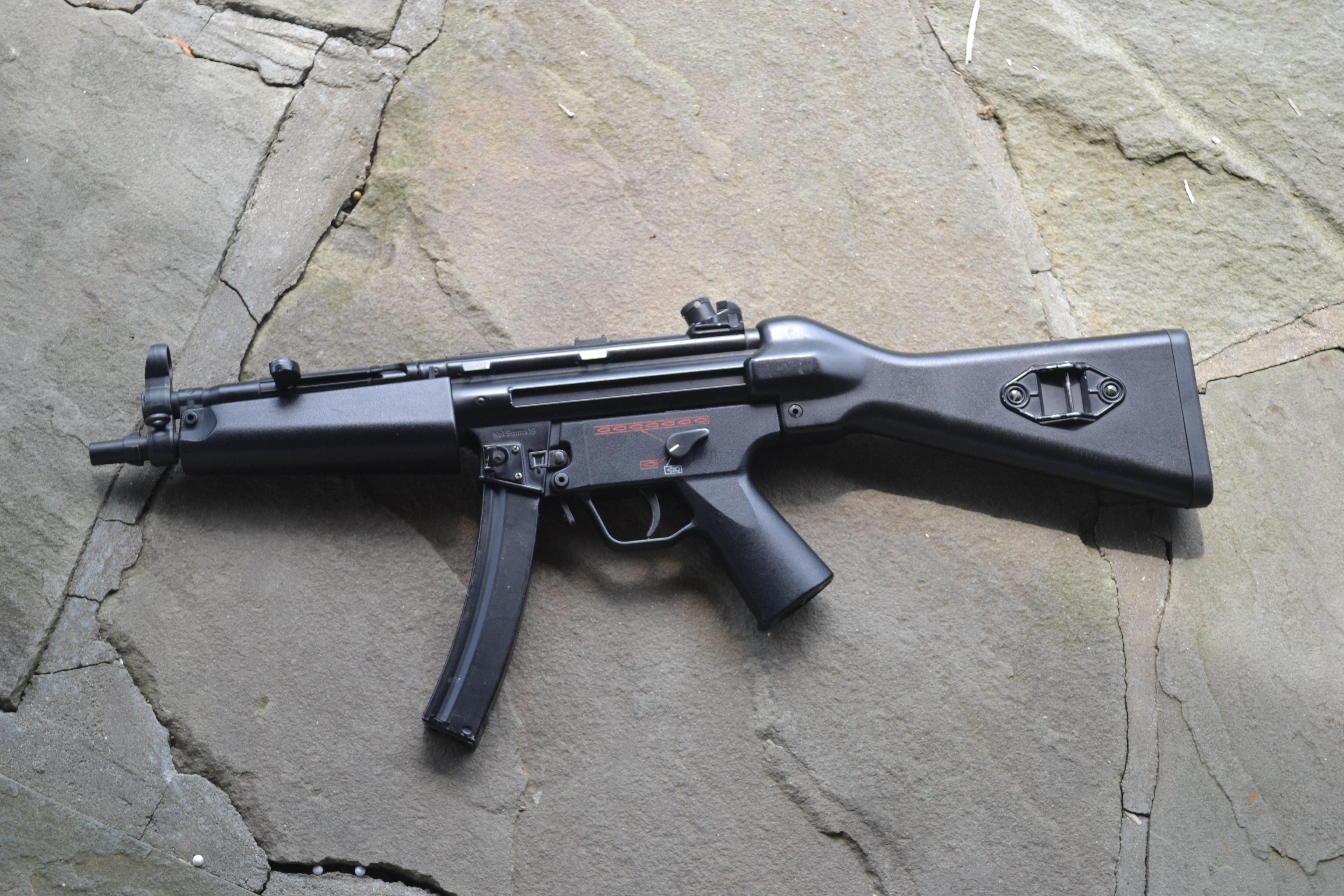
Tokyo Marui MP5A4 AEG

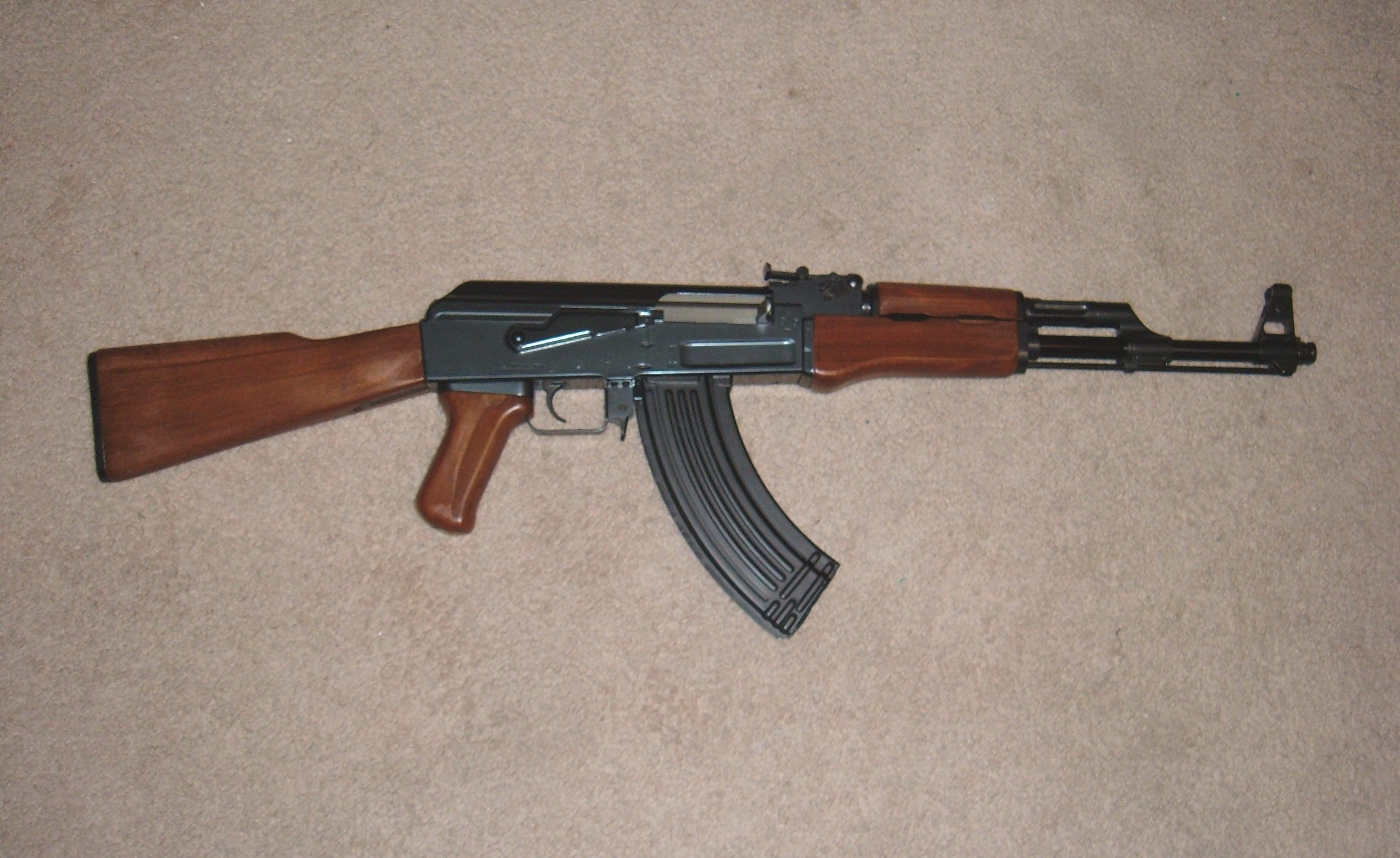
Tokyo Marui AK-47 AEG

  - Colt M16 Golgo 13 (Limited edition)
  - Colt M733 Commando
  - Colt M4A1 R.I.S.
  - Colt M4A1 carbine New-type
  - Colt M4 SOPMOD (Electric Blow Back)
  - Colt M4 S-System
  - Colt M4 P.M.C
  - Colt M4A1 SOCOM Carbine (Electric Blow Back)
  - Colt M4 CQB-R Black (Electric Blow Back)
  - Colt M4 CQB-R Dark earth (Electric Blow Back)
  - Knight's M4 SR-16
  - Colt M4A1
  - Colt M993 Tan (limited edition)
  - Colt XM177E2 (discontinued)
  - Colt CAR-15 (discontinued)
  - Colt M653 Barnes[5] version (limited edition)
  - RECCE Rifle (Electric Blow Back)
- MP5 and G36 series
  - H&K G36C
  - H&K G36K (Electric Blow-Back)
  - H&K MP5A5 High-Cycle
  - MP5-J
  - MP5-K
  - MP5-K PDW
  - H&K MP5SD5
  - H&K MP5SD6
  - H&K MP5KA4 PDW
  - H&K MP5A4 High Grade
  - H&K MP5A5 High Grade
  - H&K MP5 R.A.S.[6]
  - H&K MP5KA4
  - H&K MP5 Navy (Limited Edition)
- P90 series
  - P90[7]
  - P90 Triple Rail
  - PS90 High-Cycle
- FAMAS & Steyr series
  - Steyr AUG Special Receiver
  - Steyr AUG Military-type (discontinued)
  - Steyr AUG High-Cycle
  - FA-MAS Special Version
  - FA-MAS 5.56-F1 (First AEG ever made)
- SIG series
  - SIG SG 550 (discontinued, due to burst fire microchip malfunctions)
  - SIG SG 551 (discontinued, due to burst fire microchip malfunctions)
  - SIG SG 552-2 SEALS
- AK series
  - AK-47
  - AK-47S
  - AK-47 Spetsnaz (limited edition)
  - AK-47 Beta Spetsnaz
  - AK-47 High-Cycle
  - AK-74MN (Electric Blow Back)
  - AKS-74U (Electric Blow Back)
  - AK-102 (Electric Blow Back)
- G3 series
  - H&K G3A3 (discontinued)
  - H&K G3A4 (discontinued)
  - H&K MC51
  - H&K G3 SAS
  - H&K G3 SAS High-Cycle
  - H&K PSG-1
  - H&K G3/SG1
  - HK51 (limited edition)
- Howa Type 89 series
  - Howa Type 89 (Usato dalle forze armate giapponesi come JGSDF. Utilizzato per esercitazioni di Close quarters combat)
  - Howa Type 89-F
- Altri
  - Heckler & Koch MP7A1
  - Uzi submachine gun
  - Thompson M1A1
  - FN SCAR

#### AEGBoys
Tokyo Marui replica per bambini dai 10 anni in su. Alimentazione con batterie AA.
- H&K MP5A5
- Colt M4A1 carbine
- H&K G36C
- Colt M4 SOPMOD
- AK-47

### Automatic Electric Pistol
Automatic electric pistol (AEP) funzionano con batteria a 7.2V. Energia all'uscita di 0.25 -0.5J per BB, 25–50 m/s per 0.2g BB).
Tokyo Marui AEP:
- H&K USP
- M93R
- Glock 18C
- MP7A1
- Škorpion vz. 61
- Beretta M9 (not released)
- Steyr Mannlicher TMP (not released)
- MAC-10
- H&K P30

### Electric blowback pistol
Electric blowback pistols (EBB) funzionano con quattro batterie AAA. Velocità d'uscita di 60m/s con 0.12 grammi per BB.
- SIG Pro SP2340
- Combat Delta (Colt Delta Elite 10mm)
- Combat Delta Silver Model
- M92F Military
- M92F Silver Model
- Desert Eagle .50AE
- Desert Eagle .50AE Silver
- KP85
- Centimeter Master
- Glock 18C
- H&K P30
- Mini-UZI (New)
- Ingram MAC-11 (New)
- Beretta M9A1
- Beretta M9A1 Silver

### Gas blowback pistol
Gas blowback pistol con refrigerante HFC134A per proiettili BB, con simulazione di recoil reale. 
Gas propano può essere usato, ma può causare danneggiamenti al modello.
Desert Eagle Series:
- Desert Eagle .50AE Non-Hard-Kick
- Desert Eagle .50AE Hard-Kick
- Desert Eagle .50AE 10"
- Desert Eagle .50AE Chrome Stainless
- Desert Eagle .50AE Biohazard 2 (1998 Limited Edition)
- Desert Eagle .50AE Biohazard 2 10" Custom Ver. 98' Two-Tone (Limited Edition)
- Desert Eagle .50AE Biohazard 2 10" Custom Ver. 2007 Chrome (Limited Edition)

Detonics .45 Series:
- Detonics .45 Combat Master
- Detonics .45 Combat Master Enviro Hard Chrome
- Detonics .45 Combat Master Chrome Frame
- Detonics .45 Combat Master Chrome Slide

Glock Series:
- Glock 17
- Glock 17 Custom Dark Earth
- Glock 17 Custom Foliage Green
- Glock 18c
- Glock 26
- Glock 26 Advance (Tokyo Marui custom)

Hi-Capa/ M1911 Series:
- Hi-Capa 4.3 (Tokyo Marui custom)
- Hi-Capa 4.3 Dual Stainless Custom (Tokyo Marui custom)
- Hi-Capa 5.1 (Tokyo Marui custom)
- Hi-Capa 5.1 Stainless (Tokyo Marui custom)
- Hi Capa 5.1 R-Series Silver (Tokyo Marui custom)
- Hi Capa 5.1 R-Series Black (Tokyo Marui custom)
- Hi Capa 5.1 Match Custom (Tokyo Marui custom)
- Hi-Capa Xtreme .45 (Fully Automatic) (Tokyo Marui custom)
- MEU (SOC) pistol (Marine Expeditionary Unit)
- M1911A1 Colt Government
- Desert Warrior 4.3 (Tokyo Marui custom)
- Foliage Warrior 4.3 (Tokyo Marui custom)
- Night Warrior (Tokyo Marui custom)
- Strike Warrior (Tokyo Marui custom)
- 1911 Series 70
- 1911 Series 70 Nickel Plated version

Beretta M92 Series:
- M9 Tactical Master (Tokyo Marui custom)
- M92F Chrome Stainless
- M92F Military Model
- M92F Duo-Tone (Black slide with silver frame)
- M92F Duo-Tone (Black frame with silver slide)
- M92F Biohazard Samurai Edge Standard Model
- M92F Biohazard Samurai Edge Jill Model 1999-2000 (Limited Edition)
- M92F Biohazard Samurai Edge Chris Model 2000 (Limited Edition)
- M92F Biohazard Samurai Edge Barry Model C/S.E-03 2001 (Limited Edition)
- M9A1
- M9A1 silver version

Sig Sauer Series:
- SIG Sauer P226
- SIG Sauer P226 Stainless
- SIG Sauer P226 Silver Frame
- SIG Sauer P226 Silver Slide
- SIG Sauer P226E2

Altri:
- FN Five-seveN
- Beretta Px4 Storm
- HS2000

### Fixed slide gas pistol
Pistole "Non-Blowback".
- AMT Hardballer
- Centimeter Master
- Desert Eagle
- Mk23 SOCOM (High grade, Movable slide)
- Steyr M-GB (Movable slide)
- Wilson Super Grade

### Gas revolver
- Colt Python 2,5-pollice (64 mm)
- Colt Python 2,5-pollice (64 mm) Chrome Stainless
- Colt Python 4-pollice (100 mm)
- Colt Python 4-pollice (100 mm) Chrome Stainless
- Colt Python 6-pollice (150 mm)
- Colt Python 6-pollice (150 mm) Chrome Stainless
- M19 Combat Magnum 2,5-pollice (64 mm) (Relaunched)
- M19 Combat Magnum 4-pollice (100 mm) (Relaunched)
- M19 Combat Magnum 6-pollice (150 mm) (Relaunched)
- Taurus M66 2,5-pollice (64 mm)
- Taurus M66 4-pollice (100 mm)
- Taurus M66 6-pollice (150 mm)

### Gas Blowback Machine Gun
Replica similari alle Gas Blowback Pistol, con refrigerante HFC134A per simulare il recoil di un automatico reale.
- Heckler & Koch MP7|MP7A1
- Colt M4A1 MWS (Unveiled at Shizuoka Hobby Show, has not yet been released)
- Walther MPL (Discontinued shell-ejecting gas blowback sub-machine gun.)
- Heckler & Koch MP5A3 (Discontinued shell-ejecting gas blowback sub-machine gun.)

### Fucili ad aria a otturatore girevole-scorrevole
A otturatore girevole-scorrevole "sniper", ricarica manuale. Tutte e tre le versioni del VSR-10 condividono lo stesso calcio, stesso meccanismo e stessa camera d'aria. La Pro-sniper ha calcio nero, 430 mm di canna ed è la più accurata delle tre. La Real Shock ha un peso in metallo nel pistone, per simulare il rinculo. Real Shock ha un calcio in simil legno e la stessa canna di 430 mm. Date le vibrazioni causate dal pistone più pesante, Real Shock è la meno accurata delle tre, benché solo un pollice di scarto alla distanza di 20 m. G-spec è la versione corta con silenziatore. Canna di lunghezza 303 mm, ma con foro più stretto. Data la canna più corta, la precisione è più simile a una Real Shock, ma di qualche millimetro migliore.
- VSR-10 Pro-sniper version
- VSR-10 Pro-sniper version Tan
- VSR-10 Pro-hunter version
- VSR-10 Pro-hunter version Black
- VSR-10 Real Stock Version Wood
- VSR-10 G-Spec
- VSR-10 G-Spec OD
- L96 AWS Black
- L96 AWS OD

### Fucili a molla
- Benelli M3 Super 90
- M3 Shorty
- SPAS-12
- SPAS-12 (Discontinued) Metal Stock version
- M203 per M16A1 e M16A2
- M203 grenade launcher per M4A1, M4A1 RIS e Knight's SR-16
- Tactical launcher, M203
- XM177E2
- M16A1
- Heckler & Koch MP5A3
- Vz 61 Skorpion
- Uzi SMG
- Heckler & Koch G3A3
- Walther MPL
- Walther MPK
- Remington 870 Express Tactical

### Pistole a molla
- Walther P38
- (AMC) .44 Auto Mag
- (Springfield Armory) Omega 10mm Auto
- Colt M1911A1 Government
- Smith & Wesson 645
- Desert Eagle
- SIG P228 High Grade
- Glock 17L High Grade
- Glock 17 High Grade
- (Ruger) KP85 High Grade
- H&K P7M13
- (AMT/IAI) Auto Mag III High Grade
- Smith & Wesson 356
- (Beretta) M8000 Cougar G
- (Colt Mk IV Series 80) Centimeter Master
- (H&K) SOCOM Mk 23 High Grade
- H&K USP High Grade
- CZ 75 High Grade
- Colt Double Eagle
- (Beretta) M92F Military Model High Grade
- Biohazard Ashford Luger Model (Limited Edition)
- AMT Hardballer

### Gindan Pistol
Tokyo Marui semiautomatiche a molla. Per bambini in vario colore, nero e argento. Tokyo Marui raccomanda .12g silver projectile e caricatore colpi appropriato da 90 proiettili.

## Modellismo RC

### Auto
Tokyo Marui sviluppò a metà degli anni '80 una linea RC di auto in scala 1/10 elettriche tipo buggy, monster truck e auto NASCAR Winston Cup, tutte in kit. Questi kit della Bill Elliott Coors Brewing Company Melling Racing Ford Thunderbird furono sviluppate sullo chassis 4WD buggy; diverse dalle reali auto NASCAR, erano a trazione posteriore. I modelli potevano essere alzati o abbassati nell'assetto per essere utilizzati on-road e off-road e con specifiche gomme slick o scolpite. I Marui Big Bear in scala 1/12 furono monster truck sviluppati su una Datsun pickup, con motore Mabuchi RS-380 e inizialmente vendute via posta.
Venne anche sviluppata la variante "Super Wheelie" della Jeep CJ-7 Golden Eagle e la Toyota FJ40 Land Cruiser, con pneumatici oversized Goodyear. Una terza versione fu il Mitsubishi Pajero. Dodici modelli furono realizzati in totale, numerati dal 1 al 13 fino al nono mai messo sul mercato.
La competizione con Tamiya e Kyosho, portò Tokyo Marui a lasciare il mondo RC. Riprovarono nel 2000 con i carri armati in scala 1/24.
- Hunter 2WD entry-level sport buggy
- Galaxy 2WD sport/mild competition buggy
- Galaxy RS 2WD sport buggy
- Shogun 4WD sport/mild competition buggy
- Samurai 4WD competition buggy
- Ninja 4WD competition buggy
- Coors Melling Ford Thunderbird 4WD NASCAR stock car
- Big Bear Datsun 2WD sport monster truck
- CJ-7 Golden Eagle 2WD sport offroad, available in regular and "Super Wheelie"
- Toyota Land Cruiser 2WD sport offroad, available in regular and "Super Wheelie"

### Carri armati
Tokyo Marui produce carri armati con dispositivi di sparo airsoft in scala 1/24. La portata è di 25 m. L'alimentazione è con otto batterie AA.
- Leopard 2 A6
- Panzer VI Tiger I
- Tiger I Camouflage
- M1 Abrams A2
- Type 90 Kyū-maru JGSDF 71st Regiment

## Altro
Nel 2007 Tokyo Marui ha rilasciato la scala Z di ferromodellismo con marchio Pro-Z. Tokyo Marui produce anche scooter elettrici.